# Giacôbê Tô Triết Dân
Giacôbê Tô Triết Dân (tiếng Trung: 蘇哲民, James Su Zhi-min; sinh 1932), có tài liệu ghi là Tô Chí Dân (苏志民), là một giám mục người Trung Quốc của Giáo hội Công giáo Rôma. Theo Giáo luật, ông hiện đảm nhận chức vụ giám mục chính tòa Giáo phận Bảo Định, dù cho chính quyền Trung Quốc chấp thuận cho Giám mục Phó Phanxicô An Thụ Tân làm Giám mục chính tòa Bảo Định từ 2010.

## Tiểu sử
Giacôbê Tô Triết Dân sinh tại Trung Quốc ngày 1 tháng 7 năm 1932. Là một tu sĩ trung thành với Tòa Thánh, ông phản đối sự can thiệp của chính quyền Trung Quốc đối với Công giáo. Năm 1956, ông bị bắt, nhưng được thả ngay sau đó không lâu. Năm 1957, ông bị bắt giam 5 năm, sau khi được thả bị đưa vào nông trường lao động cải tạo. Năm 1975, ông lại bị bắt giam cho đến năm 1979 mới được thả.
Do việc tu tập bị liên tục gián đoạn, mãi đến ngày 4 tháng 4 năm 1981, ông mới thụ phong chức linh mục, khi đã xấp xỉ 50 tuổi. Một năm sau, ông lại bị chính quyền Trung Quốc giam giữ cho đến năm 1986. Năm 1988, ông được Giám mục Phêrô Giuse Phạm Học Yêm bí mật truyền chức giám mục và bổ nhiệm làm Giám mục phụ tá. Lễ tấn phong giám mục cho ông đã diễn ra cách âm thầm vào ngày 2 tháng 5 năm 1988.
Năm 1989, ông tham gia Hội đồng Giám mục Trung Quốc Đại lục, bị chính quyền Trung Quốc bắt giữ mãi đến năm 1992 mới được thả. Ngày 13 tháng 4 năm 1992, Giám mục Phạm Học Yêm qua đời. Ngày 3 tháng 5, ông tiếp nhận việc cai quản Giáo phận Bảo Định.
Trên thực tế, Tòa Thánh Vatican đã mật phong và bổ nhiệm linh mục Phêrô Trần Kiến Chương vào vị trí Giám mục chính tòa Bảo Định từ năm 1983 thay cho giám mục Phêrô Giuse Phạm Học Yêm đã lớn tuổi. Vì vậy, ông tiếp tục giữ vai trò phụ tá cho giám mục Trần Kiến Chương như một giám mục phó.
Ngày 2 tháng 5 năm 1993, giám mục Phêrô Trần Kiến Chương trao quyền và chức vụ giám mục Chánh tòa lại cho Giám mục Giacôbê Tô Triết Dân. Tuy nhiên, đối với Tòa Thánh, ông chỉ giữ vai trò như giám mục phó với quyền kế vị cho đến khi giám mục Trần Kiến Chương qua đời. Bên cạnh đó, Tòa Thánh cũng mật phong cho linh mục Phanxicô An Thụ Tân và bổ nhiệm ông này làm Giám mục phụ tá Giáo phận Bảo Định.
Ngày 23 tháng 12 năm 1994, giám mục Trần Kiến Chương qua đời. Ông chính thức kế vị Giám mục Chánh tòa Bảo Định. Trong những năm sau đó, ông vẫn thường xuyên bị chính quyền Trung Quốc bắt giữ. Năm 1994, ông bị bắt nhưng sau đó được phóng thích do áp lực chính phủ Mỹ. Năm 1996, lại bị bắt sau đó được thả, nhưng bị quản thúc chặt chẽ. Năm 1997, ông lại bị bắt, sau đó bị đưa đi đâu không rõ. Năm 2003, ông được đưa vào chữa mắt tại Bệnh viện Bảo Định, được các giáo dân phát hiện, nhưng sau đó lại bị đưa đi mất và thất tung cho đến nay.